# Pieter Lodewijk Muller

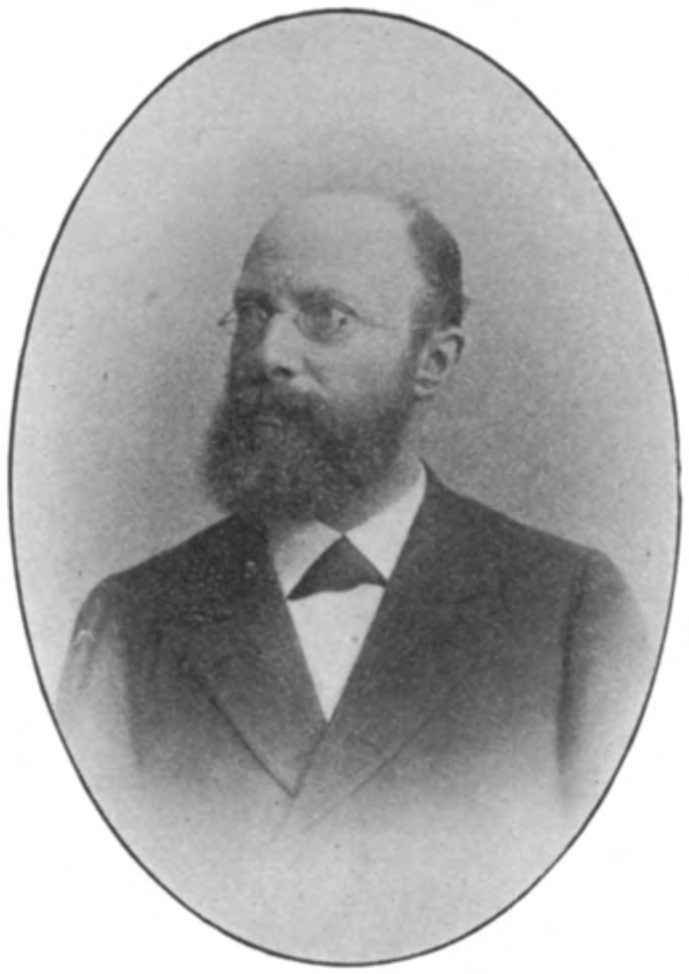
Pieter Lodewijk Muller

Pieter Lodewijk Muller, född 9 november 1842 i Koog aan de Zaan i nuvarande Zaanstad, död 25 december 1904 i Gardone Riviera, var en nederländsk historiker. 
Muller blev tjänsteman vid riksarkivet i Haag 1870 samt professor i historia 1878 i Groningen och 1883 i Leiden. Han skrev bland annat Wilhelm III. von Oranien und Georg Friedrich von Waldeck (två band, 1873–80), Onze gouden eeuw (tre band, 1896–98) och Geschiedenis von onzen tijd sedert 1848 (två band, 1902–06).